# 玉飛鳥大輔
玉飛鳥 大輔（たまあすか だいすけ、1983年1月26日 - ）は、愛知県名古屋市熱田区出身で片男波部屋に所属していた元大相撲力士。本名は高橋 大輔（たかはし だいすけ）、愛称はダイスケ。身長185cm、体重154kg、血液型はO型。得意手は押し・左四つ・寄り。趣味は映画鑑賞。兄は元序二段の高力（出羽海部屋所属、在位1989年3月場所 - 1996年9月場所）。最高位は西前頭9枚目（2005年9月場所）。好物は肉類。嫌いなものは生魚。
玉飛鳥の四股名は、「飛ぶ鳥を落とす勢い」の意味と日本古来を連想させる飛鳥時代に因んで父（入門直前に死去）が命名した。2016年9月場所限りで引退し、年寄・15代荒磯を襲名した。現在は年寄・17代熊ヶ谷。
2024年からウィスキーを好きになり趣味が「ウィスキー」

## 来歴
父に勧められて小学校時代からわんぱく相撲に参加し、名古屋市立日比野中学校3年時の1997年（平成9年）には全国中学校相撲選手権大会で優勝して中学生横綱に輝いた。その後高校へ進学する可能性もあったが、「君は同学年の中で1番強いんだから、大卒まで待つなんてもったいない。」と片男波親方に評価された上に相撲評論家の小坂秀二に「角界入りするなら高卒より中卒の方がいい」と促されたことが決め手となり中卒で片男波部屋に入門した。1998年（平成10年）3月場所で初土俵を踏み、入門2年目の2000年（平成12年）7月場所では早くも幕下に昇進した。幕下4枚目で迎えた2004年（平成16年）9月場所は7戦全勝で優勝を飾り、翌11月場所に十両昇進を果たした。
新十両の場所であった2004年11月場所には、初日から白星と黒星を繰り返し、俗に言うヌケヌケを達成した（8勝7敗で千秋楽に勝ち越し）。
2005年（平成17年）7月場所には新入幕を果たした。中学生横綱獲得者で中卒即入門した力士としては唯一の幕内力士である。幕内3場所目の2005年11月場所では足を骨折し途中休場。この怪我は深刻だったようで、それ以前には糖尿病に罹っても挫けなかった玉飛鳥も引退を考えるほど思い詰めていたという。それでも師匠から「力士は一度引退したら二度と復帰できない」と説得されて引退は思いとどまった。
翌2006年（平成18年）1月場所は西十両9枚目まで番付を大きく下げ、そこでも3日目から途中休場し、翌3月場所は幕下陥落が決定したが、そこから盛り返し、11月場所に十両に復帰した。
しかし1場所で幕下に陥落し、幕下上位から再起を図ったが足首の故障に糖尿病も重なり2007年（平成19年）9月場所は最後の相撲で不戦敗。以降も負け越しが続いて2008年（平成20年）3月場所では西幕下31枚目まで番付を下げたが、6勝1敗の好成績を挙げ復調の気配を見せた。そして西幕下12枚目まで番付を戻した翌5月場所では7戦全勝で2度目の幕下優勝を果たし、地元名古屋場所で10場所ぶりの関取復帰を果たした。しかし、その場所は大きく負け越し、9月場所は3回目の幕下への陥落となった。
その後しばらく十両と幕下との間の往復を繰り返したが、2009年（平成21年）5月場所では西十両13枚目で12勝3敗の好成績をあげ十両優勝した。西十両筆頭へと大きく番付を上げた7月場所でも11勝4敗で勝ち越し、9月場所では23場所ぶりに幕内に復帰した。以降、十両と幕内の行き来を数回繰り返している。2012年5月場所で2度目の十両優勝を果たし、翌7月場所は地元名古屋場所での再入幕を果たしたが、その場所では2勝13敗と大きく負け越し、翌9月場所では十両へ陥落した。その場所と翌11月場所で勝ち越し、翌2013年1月場所で再入幕（西前頭16枚目）。その場所では4勝11敗と負け越し、翌3月場所では十両へ再び陥落した。その場所と翌5月場所で勝ち越し、翌7月場所で再入幕を果たしたものの、6勝9敗と負け越した。
2015年11月場所では、西十両14枚目の番付で5勝10敗と負け越してしまい、翌2016年1月場所で幕下に陥落してしまった。この頃から現役引退を考えるようになりこの場所は勝ち越すも、1場所での関取復帰は果たせなかった。5月場所で十両に復帰するも1場所で再び幕下へ転落。片男波などから「まだやれる」と言われていたが、幕下生活も長くなり同年9月場所限りでの現役引退を決断した。引退後については9月29日の理事会で年寄荒磯の襲名が承認され、片男波部屋付きとして後進の指導に当たることとなった。引退に際して「父は横綱になってくれと言っていた。父からみればまだまだと言われるかもしれませんが、ここまでやれてよかった」と振り返り、再十両、再入幕をそれぞれ7回経験したことに関しては「毎回、（新十両昇進時と）同じくらいうれしかった。辛かったことの方が多かったけど、うれしさの方が大きかった」と語った。番付編成会議後に引退を表明したため、11月場所の番付には西幕下6枚目に力士として四股名が残った。場所後の同月30日、日本相撲協会より正式に引退力士として発表された。引退直後の2017年2月11日に3人目の子供となる三男が誕生。この時点で長男は6歳、次男は2歳であった。2018年4月20日には、先代の懲戒解雇以降空き名跡となっていた年寄熊ヶ谷に名跡変更した。引退当初に襲名した荒磯は稀勢の里から借りて襲名（一時的襲名）していたが、熊ヶ谷の名跡は正式に取得したと見られる。
2022年11月場所中の報道によると、部屋の所属力士が4人しかいないことを鑑みて、玉鷲にぶつかり稽古で胸を出すなど稽古相手を務めているという。
2025年7月31日に開催された日本相撲協会の理事会で、同年9月29日付で年寄大嶽を襲名し、大嶽部屋を継承することが承認された。大嶽部屋は片男波部屋と同じ二所ノ関一門に所属し、17代大嶽（元十両・大竜）の停年（定年）退職に際して部屋付きの年寄がいなかったため、同じ一門の熊ヶ谷が後継者に選ばれた。

## その他
- 日馬富士と稀勢の里の両横綱に本割では1度も負けなかった。[12]
- 名古屋のファストフードチェーンである「スガキヤ」[13]をタニマチに持っており、父の命名により「玉飛鳥」の四股名が与えられていなければタニマチに由来した（スガキヤ創業者の苗字にも由来した）「玉菅木」の四股名を与えられる予定であった。その後も不調の際には「懸賞金を無駄にしないでくれよ。」とからかわれては「玉菅木」への改名を打診されたという。
- 2003年頃に後の夫人となる中学の1年後輩の女子と再会。その夫人曰く「中学時代は一言、二言しか話したことがないけれどもたまたま会う機会があった。力士は怖いイメージだったけど今までに出会ったことがないくらい優しくて楽しい人。」であったそうであり、その夫人とは約5年の交際を経て2008年10月に結婚。同年9月場所を最後に玉春日が引退してから本人が部屋継承の準備に追われていたため時期を逃してしまい、関取在位中であった7月場所前後には結婚を発表することができなかったという。[2]
  - 夫人曰く結婚後は「勝つと上機嫌、負けると眉間にしわを寄せて黙り込む分かりやすい性格。趣味も見るテレビも違って。口喧嘩になると達者な口でやり込める。」という我の強い様子を見せるが、基本的に互いを励まし合う夫婦として知られていた。[2]
- 2014年5月場所中、CHAGE and ASKAのASKAが覚醒剤取締法違反疑いで逮捕されたことを取組後に知り「同じ『飛鳥』としてショックです。気になる存在でしたから」と話した様子が報道された。[14]
- 夏場所に滅法強く、入門から2014年まで17年間勝ち越していた。翌場所の地元である名古屋場所に向けて番付を上げたい思いがあったという。[15]しかし2015年に初めて負け越してしまい、連続勝ち越しも止まった。
- 現役時代、星勘定をすると取組に悪影響が出ることから「一日一番」と自分自身にその日の取組に集中するよう言い聞かせた[16]。
- 引退の際には思い出の一番として2004年11月場所千秋楽を挙げ「勝って負けて勝って負けてのヌケヌケで、7勝7敗で迎えた千秋楽の千代天山戦。最後に勝てたのはうれしかったですね。当たってからいい相撲で押し出しで勝った。よく覚えています」とコメントした[3]。
- 角界入り後の温和でにこやかな人柄からは想像し難いが、中学生時代はやんちゃな不良であった。その時に本人曰く「世界で一番強い中学生」だと思っていたと「親方ちゃんねる」で元豊ノ島の井筒親方に言われていた。

## 略歴
- 初土俵：1998年3月場所
- 新十両：2004年11月場所
- 新入幕：2005年7月場所
- 引退：2016年9月場所

## 主な成績

### 通算成績
- 通算成績：580勝569敗29休（111場所）
- 幕内成績：54勝109敗17休
- 幕内在位：12場所

### 各段優勝
- 十両優勝：2回（2009年5月場所、2012年5月場所）
- 幕下優勝：2回（2004年9月場所、2008年5月場所）

### 場所別成績
| | 一月場所 初場所（東京） | 三月場所 春場所（大阪） | 五月場所 夏場所（東京） | 七月場所 名古屋場所（愛知） | 九月場所 秋場所（東京） | 十一月場所 九州場所（福岡） |
| --- | ----------------------- | ----------------------- | ----------------------- | --------------------------- | ----------------------- | --------------------------- |
| 1998年 （平成10年） | x                       | （前相撲）              | 東序ノ口31枚目 5–2      | 西序二段141枚目 5–2         | 西序二段98枚目 5–2      | 東序二段52枚目 5–2          |
| 1999年 （平成11年） | 東序二段16枚目 3–4      | 東序二段35枚目 3–4      | 東序二段53枚目 5–2      | 東序二段13枚目 4–3          | 東三段目93枚目 5–2      | 西三段目55枚目 4–3          |
| 2000年 （平成12年） | 西三段目42枚目 4–3      | 東三段目27枚目 4–3      | 東三段目13枚目 5–2      | 東幕下53枚目 2–5            | 西三段目15枚目 5–2      | 西幕下50枚目 3–4            |
| 2001年 （平成13年） | 西三段目筆頭 2–5        | 東三段目21枚目 6–1      | 西幕下44枚目 4–3        | 東幕下35枚目 3–4            | 東幕下47枚目 2–5        | 西三段目8枚目 4–3           |
| 2002年 （平成14年） | 西幕下58枚目 5–2        | 東幕下40枚目 5–2        | 西幕下28枚目 5–2        | 東幕下14枚目 2–5            | 西幕下29枚目 4–3        | 西幕下19枚目 3–4            |
| 2003年 （平成15年） | 東幕下27枚目 3–4        | 西幕下38枚目 5–2        | 東幕下24枚目 4–3        | 西幕下18枚目 3–4            | 西幕下27枚目 3–4        | 西幕下37枚目 6–1            |
| 2004年 （平成16年） | 東幕下12枚目 3–4        | 東幕下19枚目 4–3        | 西幕下16枚目 5–2        | 東幕下6枚目 4–3             | 西幕下4枚目 優勝 7–0    | 東十両12枚目 8–7            |
| 2005年 （平成17年） | 西十両6枚目 6–9         | 東十両8枚目 10–5        | 西十両2枚目 10–5        | 東前頭14枚目 9–6            | 西前頭9枚目 4–11        | 西前頭15枚目 0–5–10         |
| 2006年 （平成18年） | 西十両9枚目 0–3–12      | 東幕下10枚目 5–2        | 東幕下6枚目 4–3         | 西幕下4枚目 4–3             | 東幕下3枚目 5–2         | 西十両14枚目 7–8            |
| 2007年 （平成19年） | 西幕下筆頭 3–4          | 西幕下4枚目 3–4         | 東幕下8枚目 5–2         | 東幕下5枚目 3–4             | 西幕下8枚目 2–5         | 西幕下16枚目 3–4            |
| 2008年 （平成20年） | 東幕下25枚目 3–4        | 西幕下31枚目 6–1        | 西幕下12枚目 優勝 7–0   | 東十両13枚目 5–10           | 東幕下4枚目 6–1         | 東十両8枚目 5–10            |
| 2009年 （平成21年） | 西十両13枚目 5–10       | 東幕下5枚目 6–1         | 西十両13枚目 優勝 12–3  | 西十両筆頭 11–4             | 東前頭13枚目 6–9        | 東前頭16枚目 3–5–7          |
| 2010年 （平成22年） | 東十両7枚目 5–10        | 東十両13枚目 11–4       | 東十両4枚目 10–5        | 東前頭16枚目 5–10           | 西十両4枚目 5–10        | 西十両10枚目 4–11           |
| 2011年 （平成23年） | 西幕下2枚目 4–3         | 八百長問題 により中止   | 西十両12枚目 8–7        | 西十両筆頭 8–7              | 西前頭13枚目 4–11       | 東十両4枚目 5–10            |
| 2012年 （平成24年） | 西十両8枚目 8–7         | 西十両6枚目 9–6         | 西十両2枚目 優勝 12–3   | 東前頭10枚目 2–13           | 東十両4枚目 8–7         | 西十両2枚目 8–7             |
| 2013年 （平成25年） | 西前頭16枚目 4–11       | 東十両6枚目 8–7         | 西十両2枚目 10–5        | 西前頭14枚目 6–9            | 西前頭15枚目 7–8        | 西前頭16枚目 4–11           |
| 2014年 （平成26年） | 西十両5枚目 9–6         | 西十両筆頭 6–9          | 西十両4枚目 8–7         | 西十両2枚目 6–9             | 東十両6枚目 6–9         | 西十両8枚目 8–7             |
| 2015年 （平成27年） | 東十両6枚目 8–7         | 西十両3枚目 6–9         | 東十両6枚目 5–10        | 東十両10枚目 8–7            | 東十両8枚目 4–11        | 西十両14枚目 5–10           |
| 2016年 （平成28年） | 東幕下4枚目 4–3         | 西幕下筆頭 5–2          | 西十両14枚目 5–10       | 東幕下3枚目 3–4             | 東幕下9枚目 4–3         | 西幕下6枚目 引退 –          |
| 各欄の数字は、「勝ち-負け-休場」を示す。 優勝 引退 休場 十両 幕下 三賞：敢=敢闘賞、殊=殊勲賞、技=技能賞 その他：★=金星 番付階級：幕内 - 十両 - 幕下 - 三段目 - 序二段 - 序ノ口 幕内序列：横綱 - 大関 - 関脇 - 小結 - 前頭（「#数字」は各位内の序列） |                         |                         |                         |                             |                         |                             |

### 幕内対戦成績
| 力士名   | 勝数 | 負数 | 力士名     | 勝数 | 負数 | 力士名 | 勝数 | 負数 | 力士名   | 勝数 | 負数 |
| -------- | ---- | ---- | ---------- | ---- | ---- | ------ | ---- | ---- | -------- | ---- | ---- |
| 朝赤龍   | 1(1) | 2    | 旭日松     | 1    | 1    | 安美錦 | 0    | 2    | 阿覧     | 1    | 1    |
| 岩木山   | 1    | 0    | 大砂嵐     | 1    | 0    | 魁聖   | 0    | 1    | 臥牙丸   | 2    | 2    |
| 垣添     | 0    | 3    | 春日王     | 1    | 0    | 春日錦 | 0    | 1    | 片山     | 1    | 0    |
| 稀勢の里 | 1    | 0    | 北太樹     | 0    | 4    | 木村山 | 0    | 3    | 旭秀鵬   | 0    | 1    |
| 黒海     | 1    | 2    | 琴奨菊     | 1    | 1    | 琴ノ若 | 2    | 1    | 琴勇輝   | 0    | 2    |
| 磋牙司   | 1    | 0    | 佐田の富士 | 2    | 3    | 霜鳳   | 2    | 0    | 十文字   | 1    | 1    |
| 駿傑     | 0    | 1    | 常幸龍     | 1    | 1    | 翔天狼 | 2    | 6(1) | 蒼国来   | 1    | 0    |
| 大道     | 1    | 2    | 隆の山     | 1    | 1    | 隆乃若 | 1    | 0    | 高見盛   | 0    | 1    |
| 髙安     | 0    | 2    | 宝富士     | 0    | 2    | 豪風   | 0    | 4    | 天鎧鵬   | 1    | 0    |
| 時津海   | 1    | 0    | 時天空     | 0    | 6    | 德勝龍 | 2    | 0    | 土佐ノ海 | 0    | 1    |
| 土佐豊   | 0    | 4    | 栃煌山     | 0    | 1    | 栃栄   | 1    | 1    | 栃乃洋   | 1    | 2    |
| 栃乃若   | 1    | 2    | 豊桜       | 0    | 1    | 豊ノ島 | 0    | 3    | 豊響     | 1    | 3    |
| 白露山   | 1    | 0    | 日馬富士   | 1    | 0    | 富士東 | 1    | 2    | 武州山   | 0    | 2    |
| 普天王   | 1    | 0    | 武雄山     | 1    | 0    | 寶智山 | 1    | 1    | 豊真将   | 2    | 2    |
| 北勝力   | 0    | 3    | 将司       | 0    | 1    | 舛ノ山 | 0    | 4    | 雅山     | 1    | 1    |
| 猛虎浪   | 1    | 0    | 山本山     | 0    | 1    | 芳東   | 0    | 1    | 嘉風     | 1    | 3    |
| 露鵬     | 0    | 1    | 若兎馬     | 0    | 1(1) | 若の里 | 1    | 2    |          |      |      |

## 年寄変遷
- 荒磯 大輔（あらいそ だいすけ）2016年9月-2018年4月
- 熊ヶ谷 大輔（くまがたに -）2018年4月-